# بابرا (گجرات)
بابرا (به انگلیسی: Babra) یک منطقهٔ مسکونی در هند است که در Babra Taluka واقع شده‌است. بابرا ۲۵٬۲۷۰ نفر جمعیت دارد.